# Лыжное двоеборье на зимних Олимпийских играх 1948
Соревнования по лыжному двоеборью на зимних Олимпийских играх 1948 в Санкт-Морице прошли с 31 января по 1 февраля. Был разыгран 1 комплект наград. В соревнованиях приняло участие 39 спортсменов из 13 стран.

## Медалисты
| Вид     | Золото                | Серебро                  | Бронза                  |
| ------- | --------------------- | ------------------------ | ----------------------- |
| Мужчины | Хейкки Хасу Финляндия | Мартти Хухтала Финляндия | Свен Исраельссон Швеция |